# Erica McCall
Erica Angelyn McCall (Bakersfield, 21 agosto 1995) è una cestista statunitense, professionista nella WNBA.

## Carriera
È stata selezionata dalle Indiana Fever al secondo giro del Draft WNBA 2017 (17ª scelta assoluta).
Con gli Stati Uniti ha disputato le Universiadi di Gwangju 2015.